# I frihetens namn
I frihetens namn (engelska: Hearts and Minds) är en dokumentärfilm om Vietnamkriget i regi av Peter Davis. Filmen vann en Oscar 1975 för bästa dokumentär . Filmens engelska titel är baserad på ett citat av USA:s president Lyndon B. Johnson; "the ultimate victory will depend on the hearts and minds of the people who actually live out there".